# Герберт Мак-Мастер
Герберт Реймонд «Г. Р.» Мак-Мастер (англ. Herbert Raymond "HR" McMaster; нар. 24 липня 1962, Філадельфія, Пенсільванія, США) — генерал-лейтенант сухопутних військ збройних сил США. Радник з національної безпеки 45-го президента США Дональда Трампа з 20 лютого 2017 до 9 квітня 2018.

## Життєпис
Герберт Мак-Мастер здобув військову освіту в академії Valley Forge (1980), згодом закінчив військову академію West Point (1984). Захистив ступінь доктора філософії в Університеті Північної Кароліни..
Він служив у групі американських військ у Німеччині, брав участь в операції «Буря в пустелі» в Іраку, під час якої у званні капітана командував танковим підрозділом 2-го кавалерійського полку («кавалерією» в армії США за традицією називаються механізовані частини). 26 лютого 1991 року в ході великого танкового бою на південному сході Іраку 9 американських танків під командуванням Мак-Мастера зазнали нападу 80 танків іракської республіканської гвардії і завдали противнику розгромної поразки. За цей бій Мак-Мастер був удостоєний Срібної зірки — однієї з найвищих бойових нагород США.
Був директором Центру інтеграції бойових можливостей сухопутних військ США, заступником начальника Командування підготовки кадрів і розробки принципів бойового застосування сухопутних військ США. Командував навчальним центром передового досвіду на військовій базі «Форт Беннінг» (Джорджія). Керував об'єднаною міжвідомчою тактичною групою «Шафафійят» (CJIATF-Shafafiyat) («Транспарентність») міжнародних сил сприяння безпеці в штабі командування в Кабулі (Афганістан). Відомий своєю участю у війні в Перській затоці, Іракської війни, операції «Непохитна свобода». 20 лютого 2017 року призначений радником 45-го президента США Дональда Трампа з національної безпеки, змінивши на цій посаді виконувача обов'язків Кіта Келлога. Генерал Мак-Мастер відомий репутацією критика операцій військового керівництва США у В'єтнамі.
Герберт Мак-Мастер виступав експертом у лондонському Міжнародному інституті стратегічних досліджень.
|  | Зараз ми усвідомили загрозу з боку Росії, яка до останнього часу вела обмежені війни з чітко визначеною метою: анексувала Крим, вдерлась в Україну (і все це з нульовими для себе втратами), консолідувала набуті території і при цьому нашу реакцію на це подає, як агресивну", — зазначив Мак-Мастер. |